# コマツヒカリ
コマツヒカリは日本の競走馬。第26回東京優駿（日本ダービー）優勝馬である。第24回の勝馬ヒカルメイジの異父弟であり東京優駿は兄弟制覇となる。

## 経歴
デビュー戦から東京優駿までに10戦3勝、重賞は未勝利だったがトライアル競走のNHK杯を3着と好走しており、3番人気で東京優駿に出走した。1番人気は皐月賞優勝馬でNHK杯も制していたウイルデイールだったが、競走数日前より雨が降り続き、当日は同馬が苦手とする不良馬場となっていた。
逆にコマツヒカリは、騎乗する古山良司が「雨が降ったら勝つ」と宣言していたほどの重馬場巧者であり、古山は後に「夢のようだった。内心で小躍りしながら『もっと降れ、もっと降れ』と叫んでいた」と述懐している。レースでも重馬場に苦労するウイルデイールを尻目に第3コーナーで中団から進出、直線入り口から他馬が避ける荒れた馬場内側を付いて鋭く伸び、カネチカラに2馬身半の差をつけ優勝。史上2組目の兄弟ダービー馬となり、古山もダービー初勝利を果たした。
その後は菊花賞でハククラマの6着、有馬記念はガーネツトの5着となかなか勝てなかったが、東京優駿からほぼ1年後の東京杯をレコードで制覇し、2つ目の重賞タイトルを獲得する。その年の有馬記念でスターロツチの3着に敗れ翌年の金杯7着を最後に現役を退いた。
引退後は種牡馬となったが産駒は京都4歳特別に優勝したメイセイヒカリ程度で1973年に種牡馬を引退している。

## 血統表
| コマツヒカリの血統（ブランドフォード系 / Dark Ronald4×5=9.38%・母内） | コマツヒカリの血統（ブランドフォード系 / Dark Ronald4×5=9.38%・母内） | コマツヒカリの血統（ブランドフォード系 / Dark Ronald4×5=9.38%・母内） | （血統表の出典）  | （血統表の出典） |
| 父 トサミドリ 1946 鹿毛 日本                                          | 父の父*プリメロ Primero 1931 鹿毛 イギリス                            | Blandford                                                             | Swynford          | Swynford         |
| 父 トサミドリ 1946 鹿毛 日本                                          | 父の父*プリメロ Primero 1931 鹿毛 イギリス                            | Blandford                                                             | Blanche           |                  |
| 父 トサミドリ 1946 鹿毛 日本                                          | 父の父*プリメロ Primero 1931 鹿毛 イギリス                            | Athasi                                                                | Farasi            | Farasi           |
| 父 トサミドリ 1946 鹿毛 日本                                          | 父の父*プリメロ Primero 1931 鹿毛 イギリス                            | Athasi                                                                | Athgreany         |                  |
| 父 トサミドリ 1946 鹿毛 日本                                          | 父の母*フリッパンシー Flippancy 1912 鹿毛 イギリス                    | Flamboyant                                                            | Tracery           | Tracery          |
| 父 トサミドリ 1946 鹿毛 日本                                          | 父の母*フリッパンシー Flippancy 1912 鹿毛 イギリス                    | Flamboyant                                                            | Simonath          |                  |
| 父 トサミドリ 1946 鹿毛 日本                                          | 父の母*フリッパンシー Flippancy 1912 鹿毛 イギリス                    | Slip                                                                  | Robert le Diable  | Robert le Diable |
| 父 トサミドリ 1946 鹿毛 日本                                          | 父の母*フリッパンシー Flippancy 1912 鹿毛 イギリス                    | Slip                                                                  | Snip              |                  |
| 母 *イサベリーン Isabelline 1944 黒鹿毛                               | 母の父Canon Law 1930 鹿毛 イギリス                                    | Colorado                                                              | Phalaris          | Phalaris         |
| 母 *イサベリーン Isabelline 1944 黒鹿毛                               | 母の父Canon Law 1930 鹿毛 イギリス                                    | Colorado                                                              | Canyon            |                  |
| 母 *イサベリーン Isabelline 1944 黒鹿毛                               | 母の父Canon Law 1930 鹿毛 イギリス                                    | Book Law                                                              | Buchan            | Buchan           |
| 母 *イサベリーン Isabelline 1944 黒鹿毛                               | 母の父Canon Law 1930 鹿毛 イギリス                                    | Book Law                                                              | Popingaol         |                  |
| 母 *イサベリーン Isabelline 1944 黒鹿毛                               | 母の母Legal Tender 1928 鹿毛 イギリス                                 | Son-in-Law                                                            | Dark Ronald       | Dark Ronald      |
| 母 *イサベリーン Isabelline 1944 黒鹿毛                               | 母の母Legal Tender 1928 鹿毛 イギリス                                 | Son-in-Law                                                            | Mother-in-Law     |                  |
| 母 *イサベリーン Isabelline 1944 黒鹿毛                               | 母の母Legal Tender 1928 鹿毛 イギリス                                 | Beloved                                                               | Beppo             | Beppo            |
| 母 *イサベリーン Isabelline 1944 黒鹿毛                               | 母の母Legal Tender 1928 鹿毛 イギリス                                 | Beloved                                                               | Silesia F-No.10-a |                  |